# 아닐라 미르자
아닐라 미르자(Aneela Mirza, 1974년 10월 8일 ~ )는 덴마크의 가수이다. 파키스탄, 이란 혈통을 갖고 있으며 음악 그룹 토이박스의 멤버이기도 하다.

## 영화
- Bombay Dreams - 2004
- Bluffmaster! - 2005

## 음반

### 토이박스의 음반
- Fantastic (1999)
- Toy Ride (2001)

### 솔로 음반
- Mahi (2006)